# グロリエッテ

ウィーン（オーストリア）のシェーンブルン宮殿の庭園の小高い丘に立つグロリエッテ

グロリエッテ（英語：gloriette、「小さな部屋」の意味の12世紀のフランス語、gloireから）とは宮殿の庭園のうちで周囲よりも高くなった位置に建てられる建物のこと。その建築構造や形態は非常に多様であるが、「休憩所」「あずまや」の佇まいを見せるものが多く、周囲に対して開かれた建築構造になっていることが多い。

## シェーンブルン宮殿のグロリエッテ
数多あるグロリエッテ建築のうちでも最も規模が大きく、また、最も知名度の高いものがウィーン（オーストリア）のシェーンブルン宮殿の庭園にあるグロリエッテである。1775年に建立され、建物の全長は84.3m（両脇の階段を入れると135.3m）、幅14.6m、高さ25.95mとなっている。
詳細はグロリエッテ (ウィーン)へ。

## 多様なグロリエッテ
ウィーンのもの以外に「グロリエッテ」を称する建築物は以下に所在している（代表的なもののみ）。
- アイゼンシュタット（オーストリア）のエステルハージ宮殿の庭園
- ムスカウ公園（ドイツ）
- カッセル（ドイツ）のヴィルヘルムスヘーエ（「ヴィルヘルムの丘」）山岳公園
- トロギル（クロアチア）
- カルロヴィ・ヴァリ（チェコ共和国）
- フェルテーボズ（ハンガリー）のマイエルス・グロリエッテ
- シビウ（ルーマニア）のブルケンタール宮殿の庭園
- コモ（イタリア）のヴィラ・オルモ宮殿の庭園
- パリ（フランス）の植物園の庭園
- ポートメイリオン（イギリス・北部ウェールズ）
- リーズ城（イギリス・ケント郡）
- コーフ城（イギリス・ド―セット郡）
- セビリア（スペイン）のマリア・ルイサ公園に多数のグロリエッテ（es:Parque de María Luisaには20以上の「グロリエッテ」が列挙されている）[1]

## 建築以外のグロリエッテ
英語でglorietteは「大きめの鳥かご」の意味でも使われる。グロリエッテ建築に似た形をとり、鍛鉄製や木製のものがある。

## ギャラリー

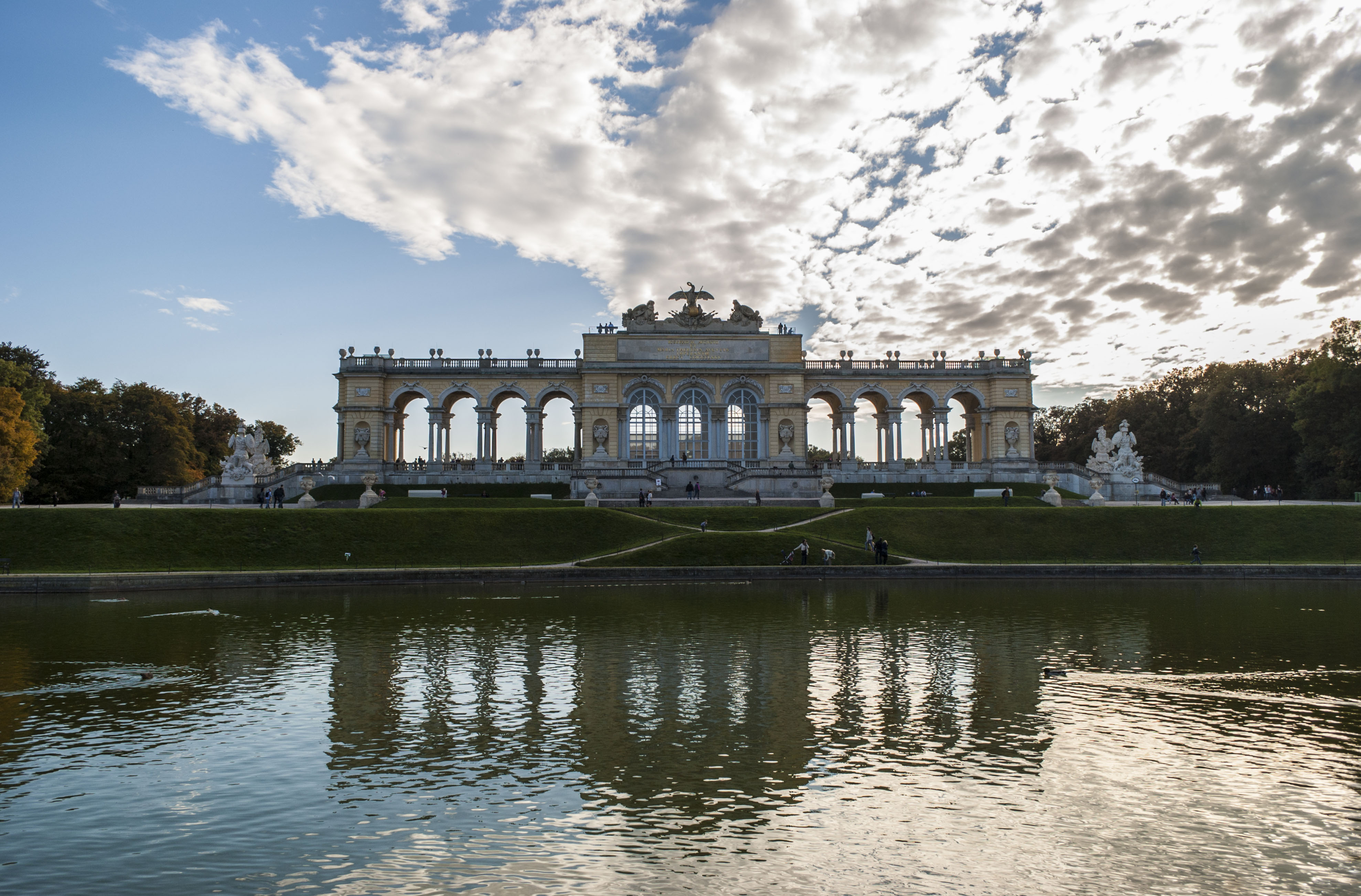
ウィーンのシェーンブルン宮殿の庭園にあるグロリエッテ。
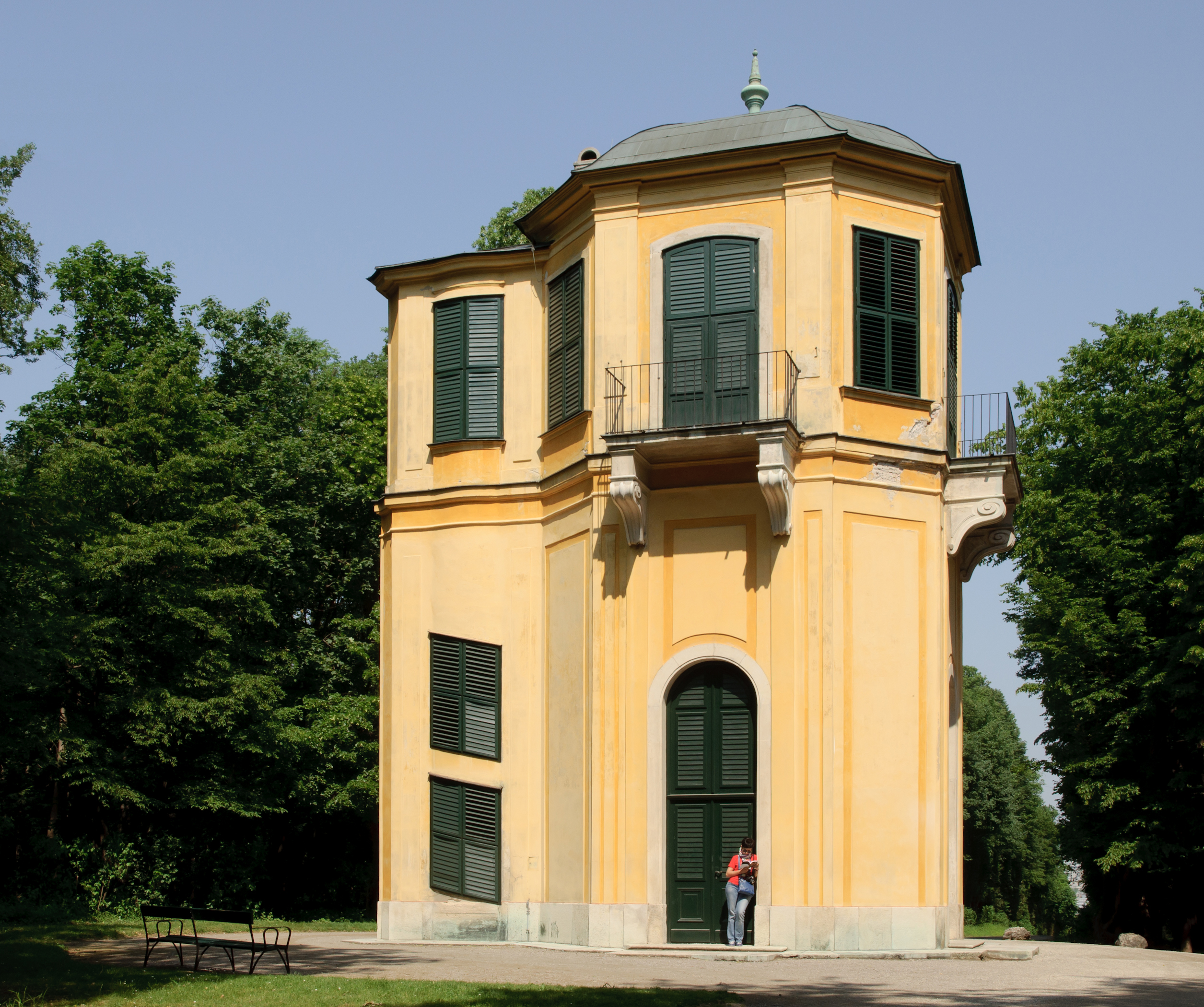
ウィーンのシェーンブルン宮殿庭園のクライネ・グロリエッテ（「小さいグロリエッテ」）。
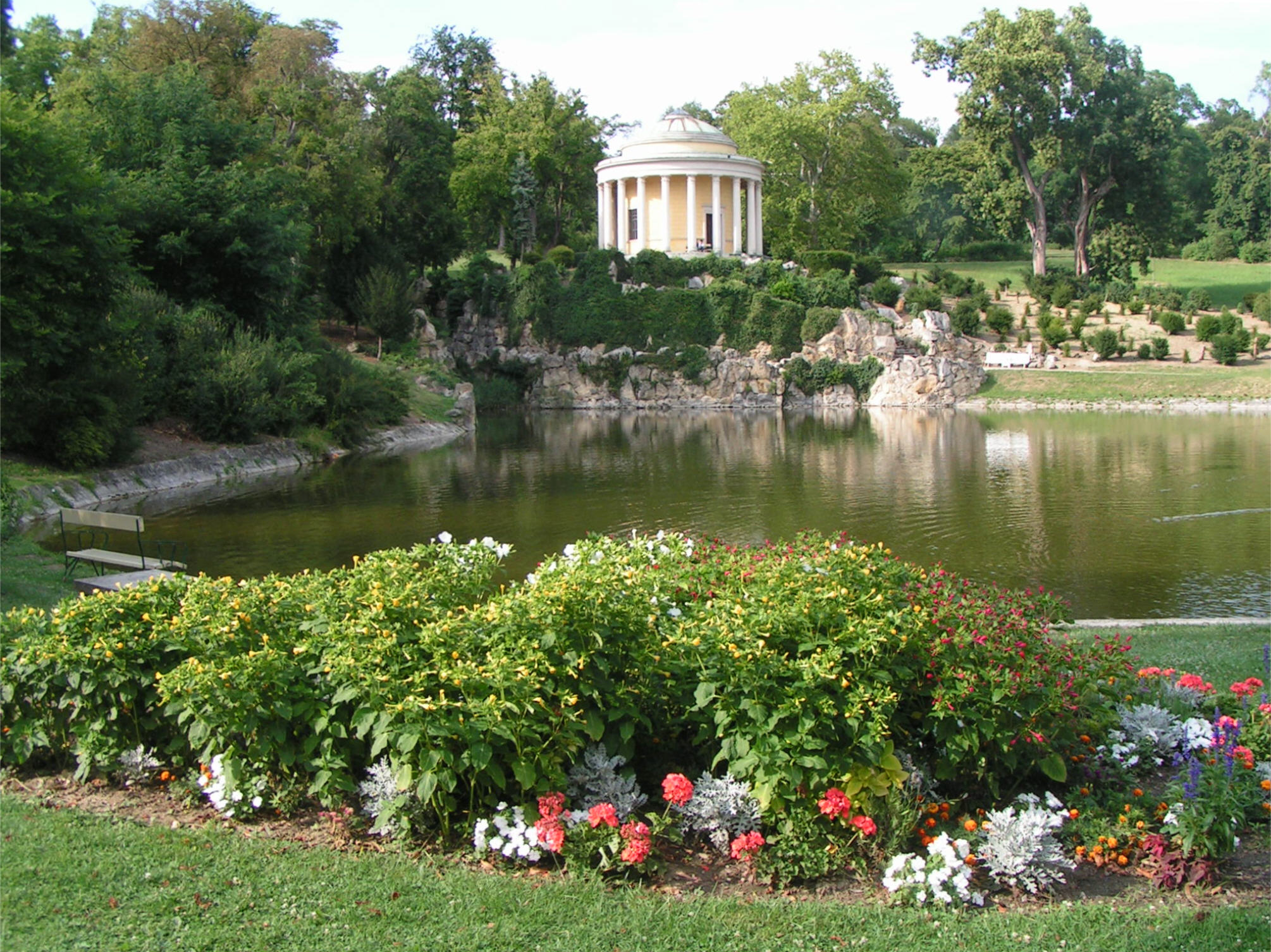
アイゼンシュタット（オーストリア）のエステルハージ宮殿庭園の「レオポルディーネ神殿」。
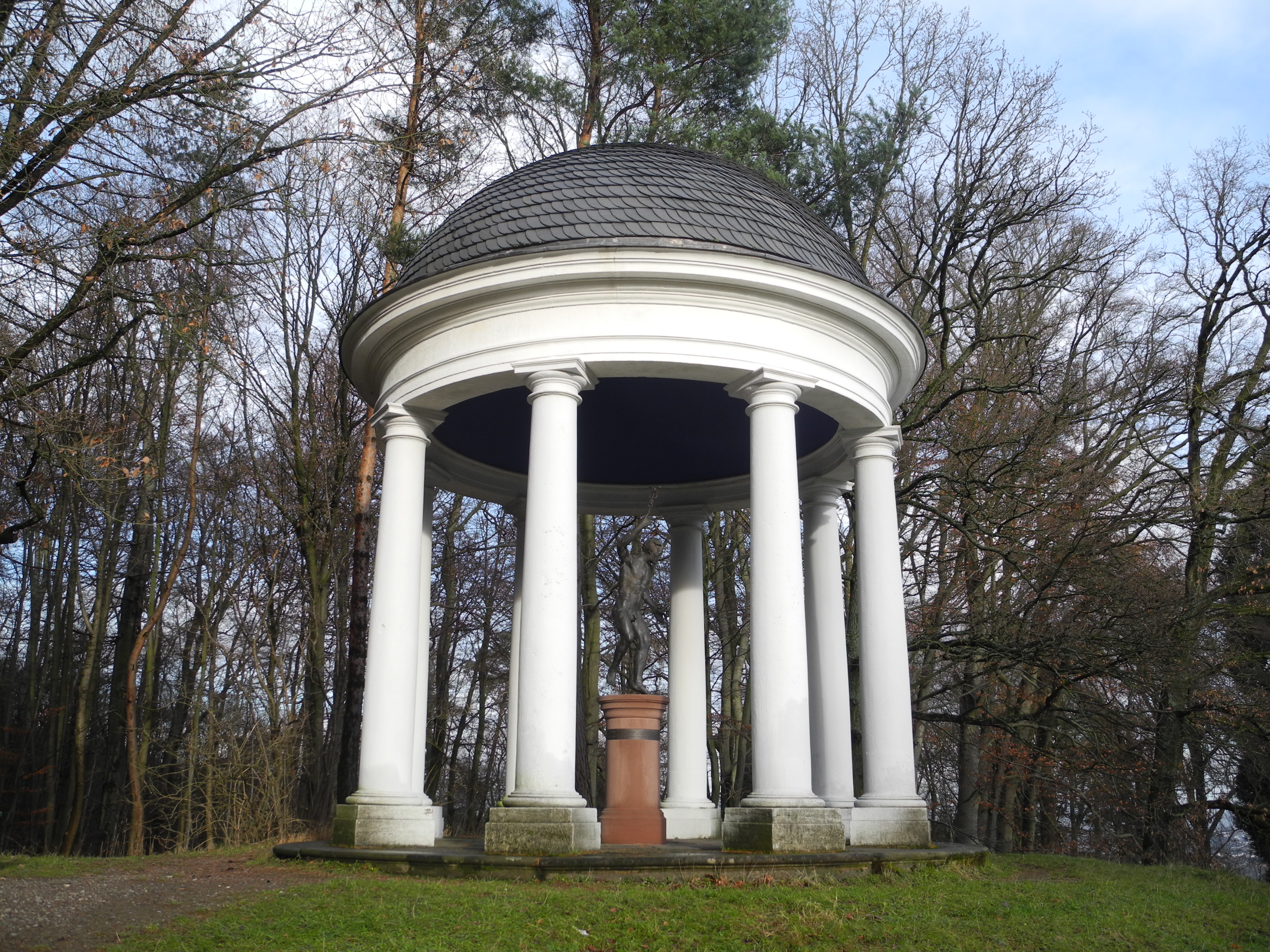
カッセル（ドイツ）のヴィルヘルムスヘーエ山岳公園の「マーキュリーの神殿」。
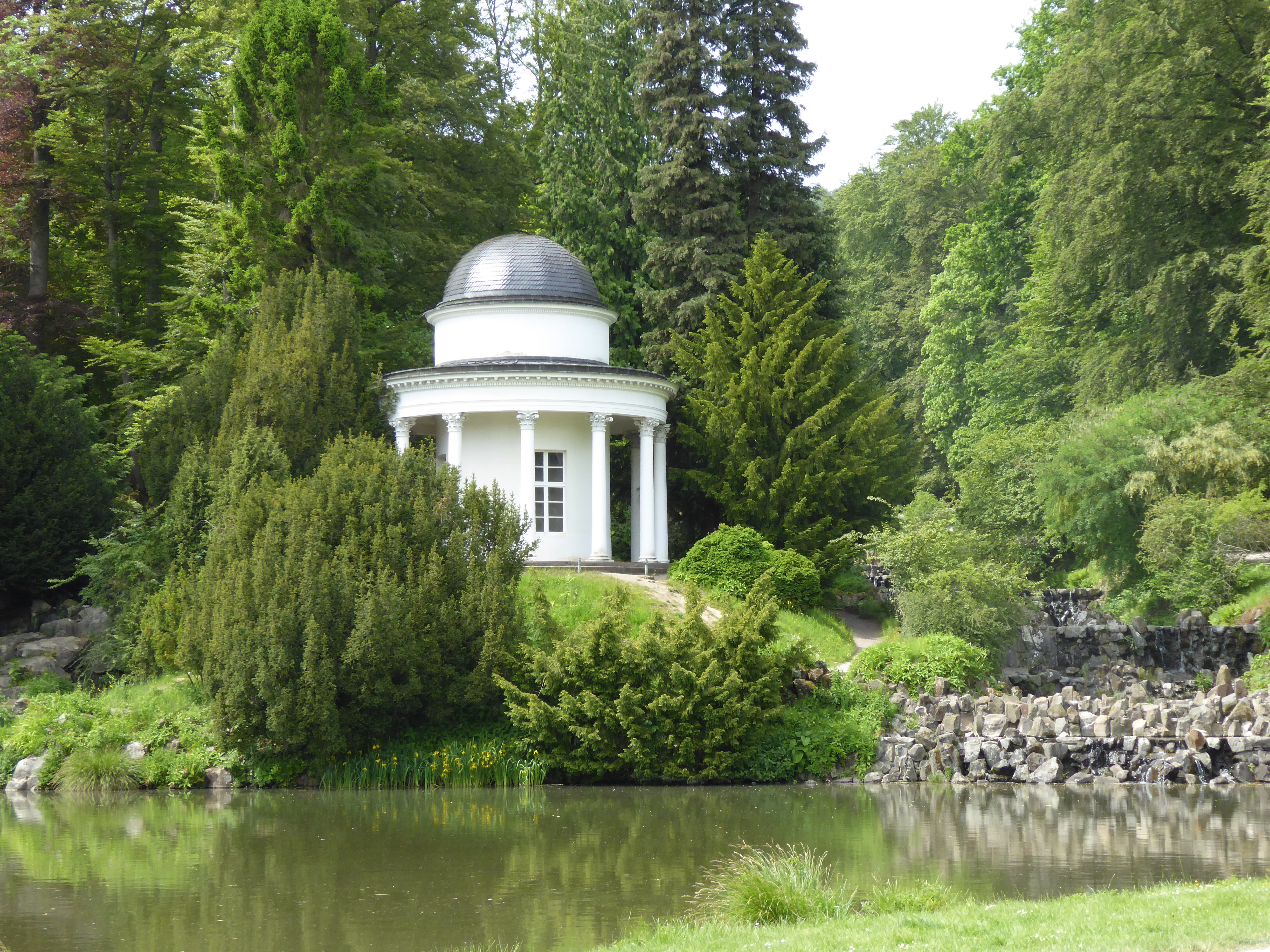
カッセルのヴィルヘルムスヘーエ山岳公園の「ユッソフの神殿（アポロ神殿）」。
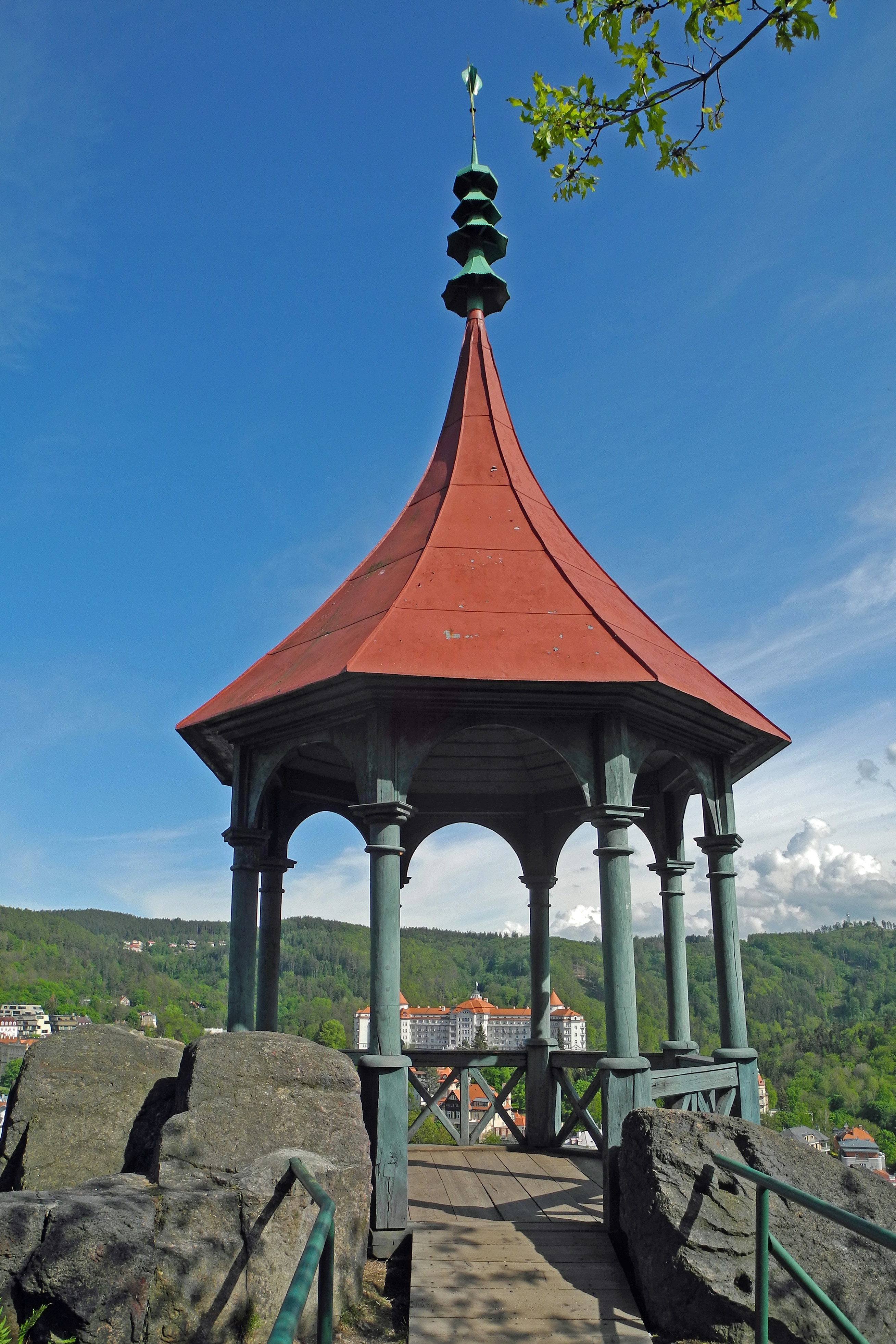
カルロヴィ・ヴァリ（チェコ）の「マイヤー・グロリエッテ」。
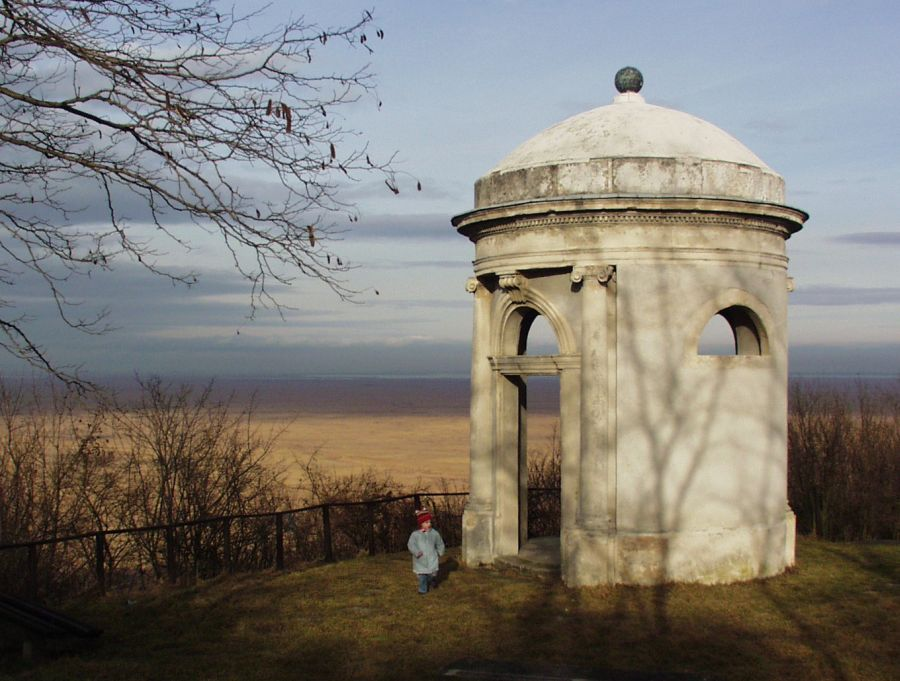
フェルテーボズ（ハンガリー）のグロリエッテ展望台。
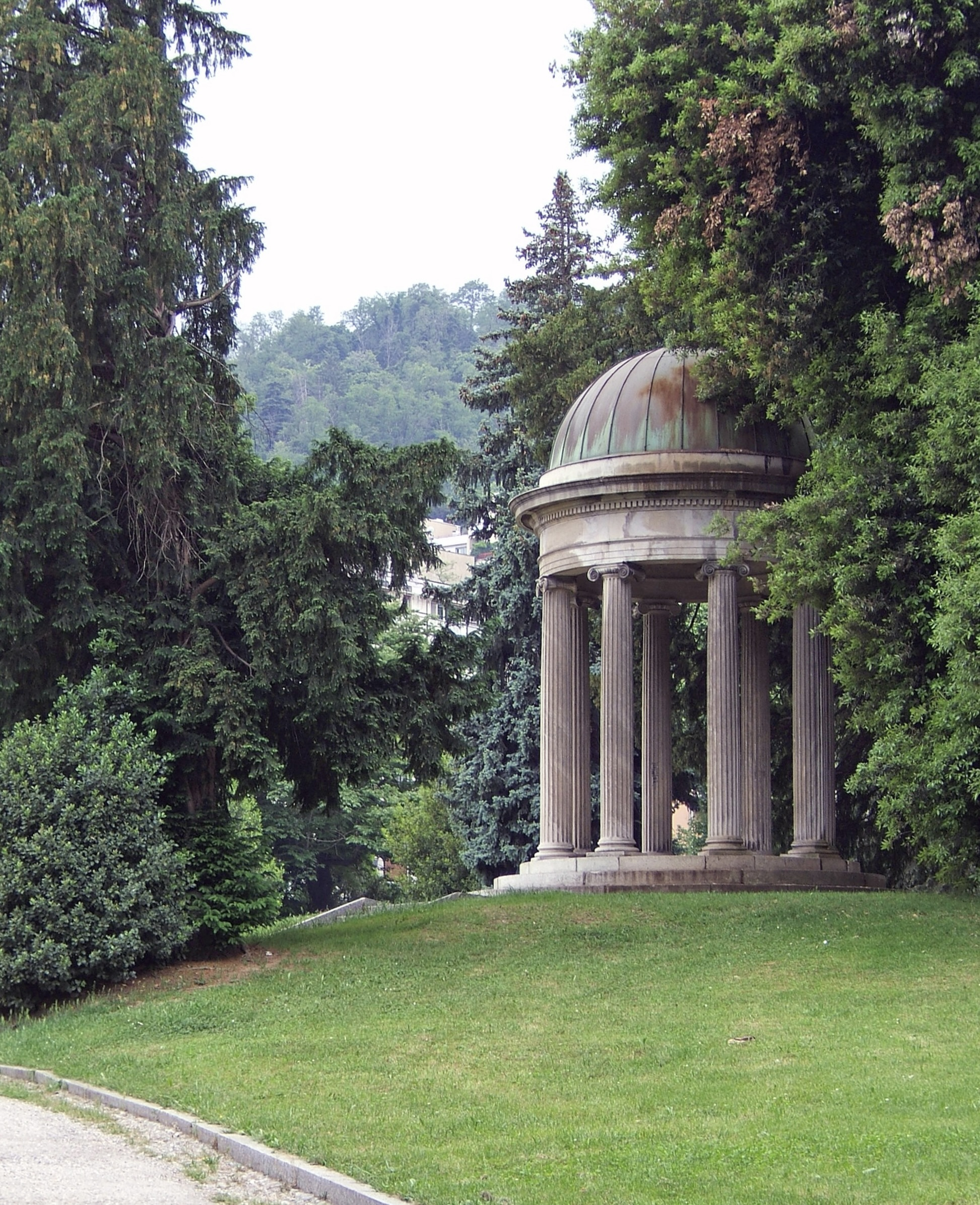
コモ（イタリア）のヴィラ・オルモ宮殿の庭園にあるグロリエッテ、通称「モノプテロス」。
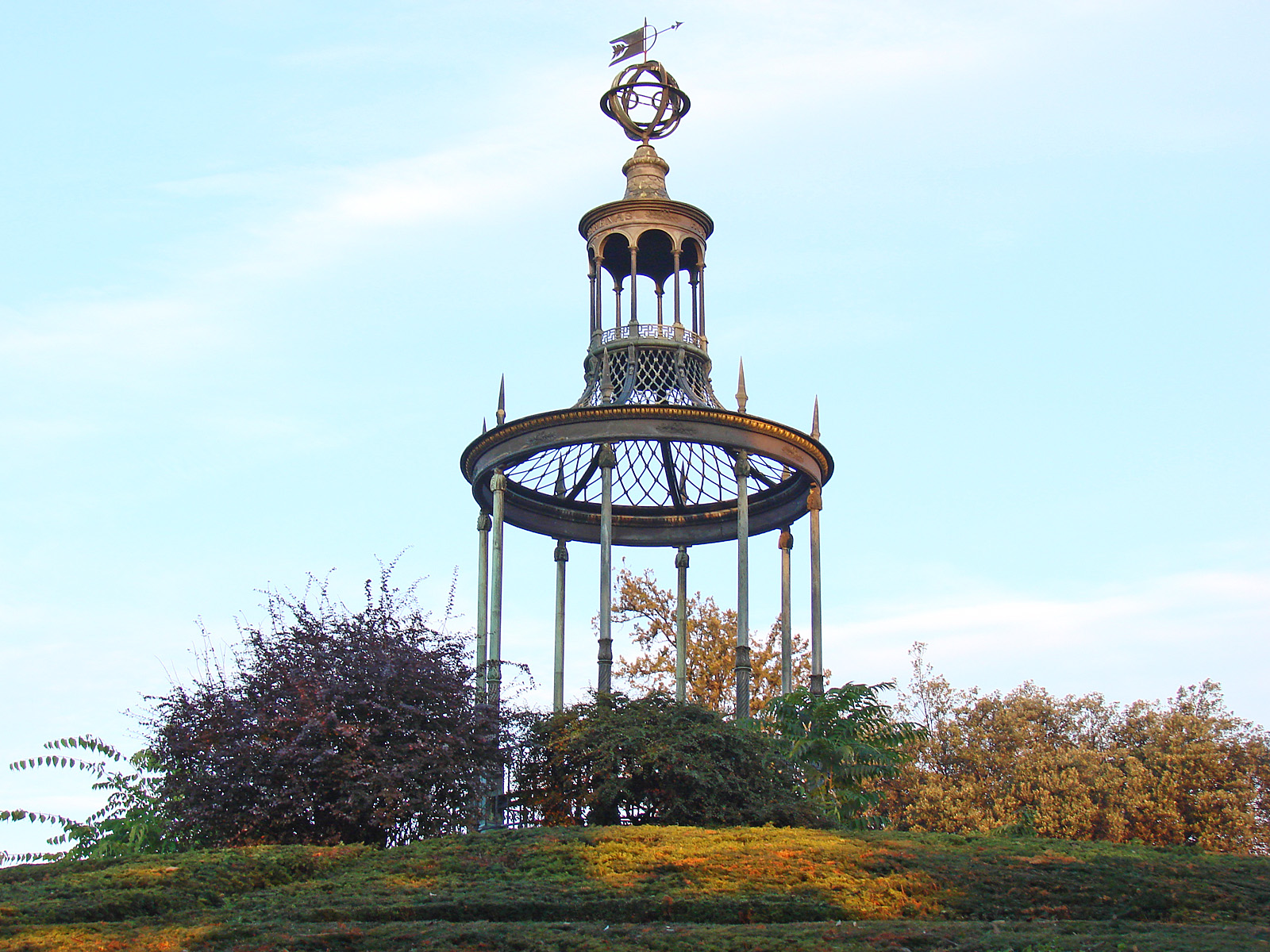
パリ植物園（フランス）にある18世紀建造のグロリエッテ。
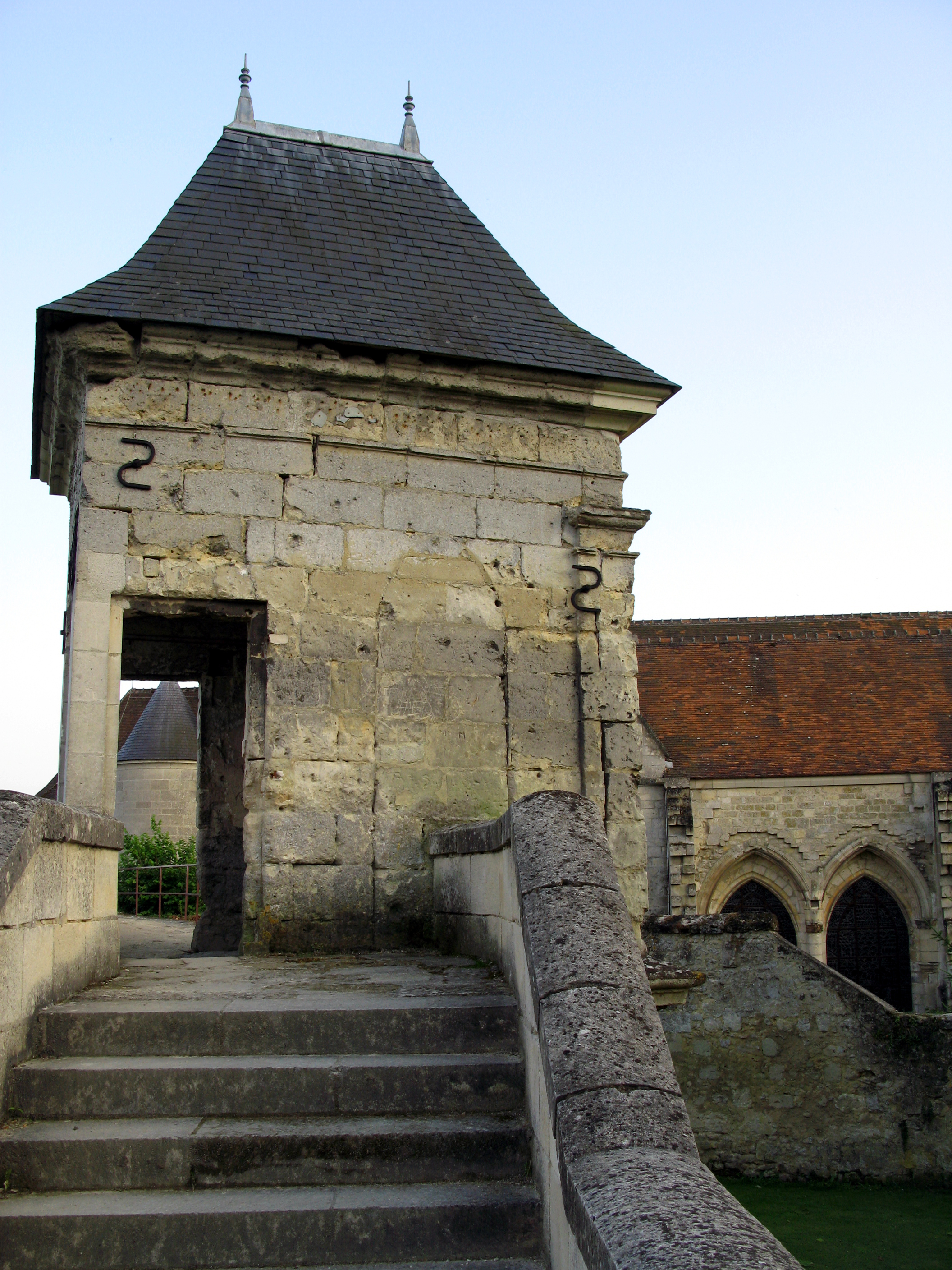
クシー・ル・シャトー・オフリック（フランス）の城塞に造られたグロリエッテ。
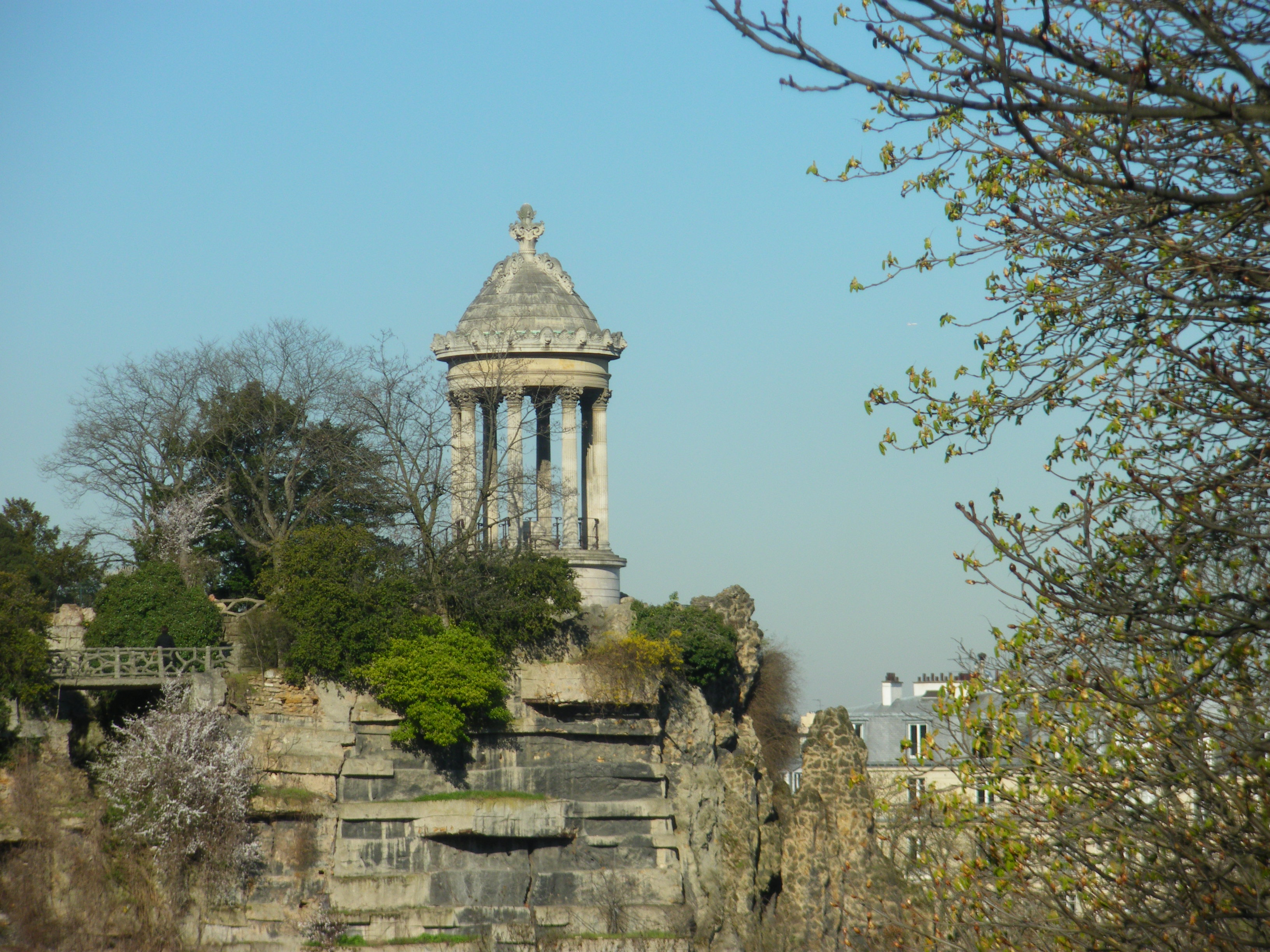
パリ（フランス）のビュット・ショーモン公園にあるグロリエッテ。展望台になっている。
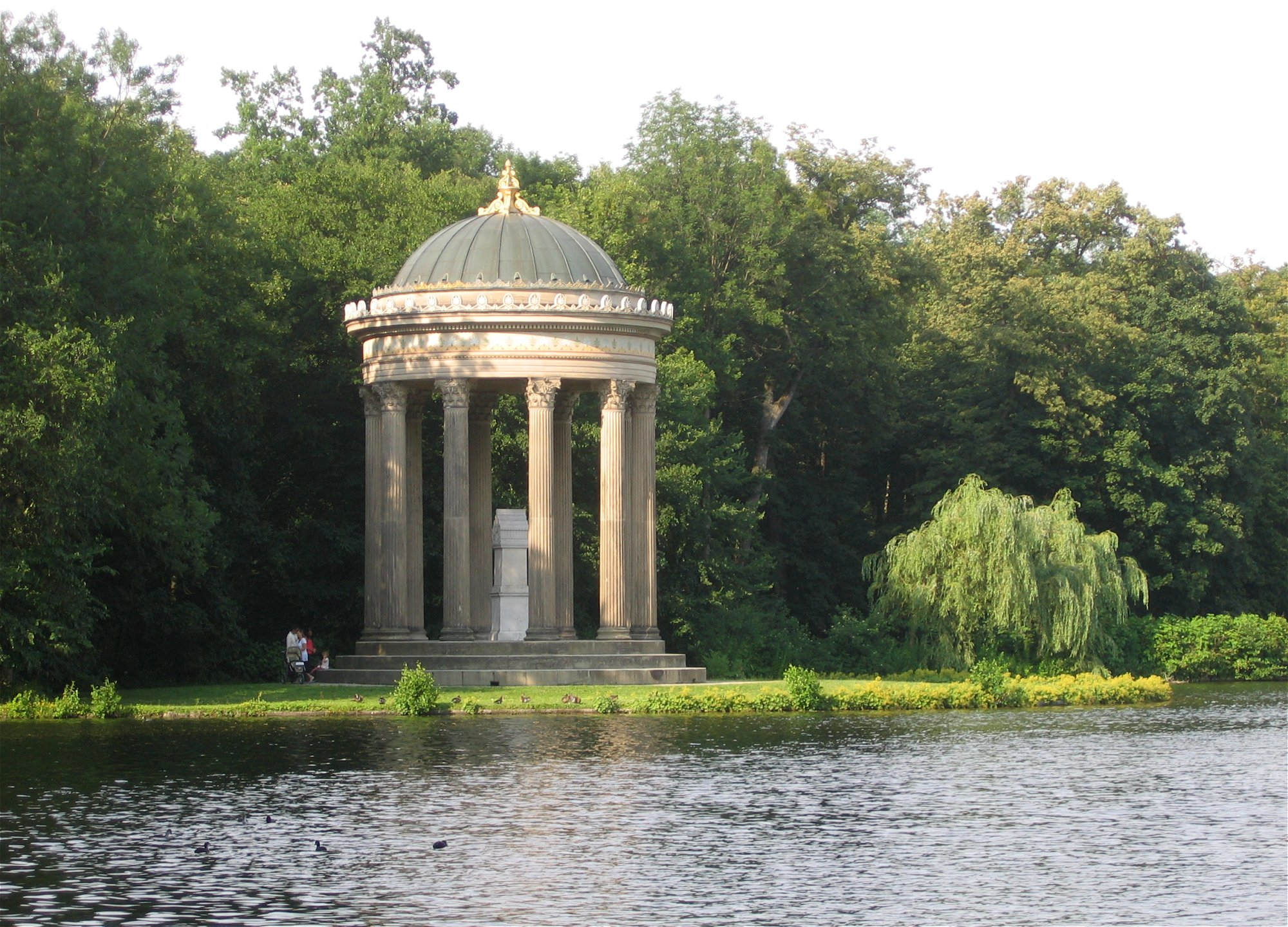
ミュンヘン（ドイツ）のニュンフェンブルク城の庭園にあるグロリエッテ、通称「アポロ神殿」。
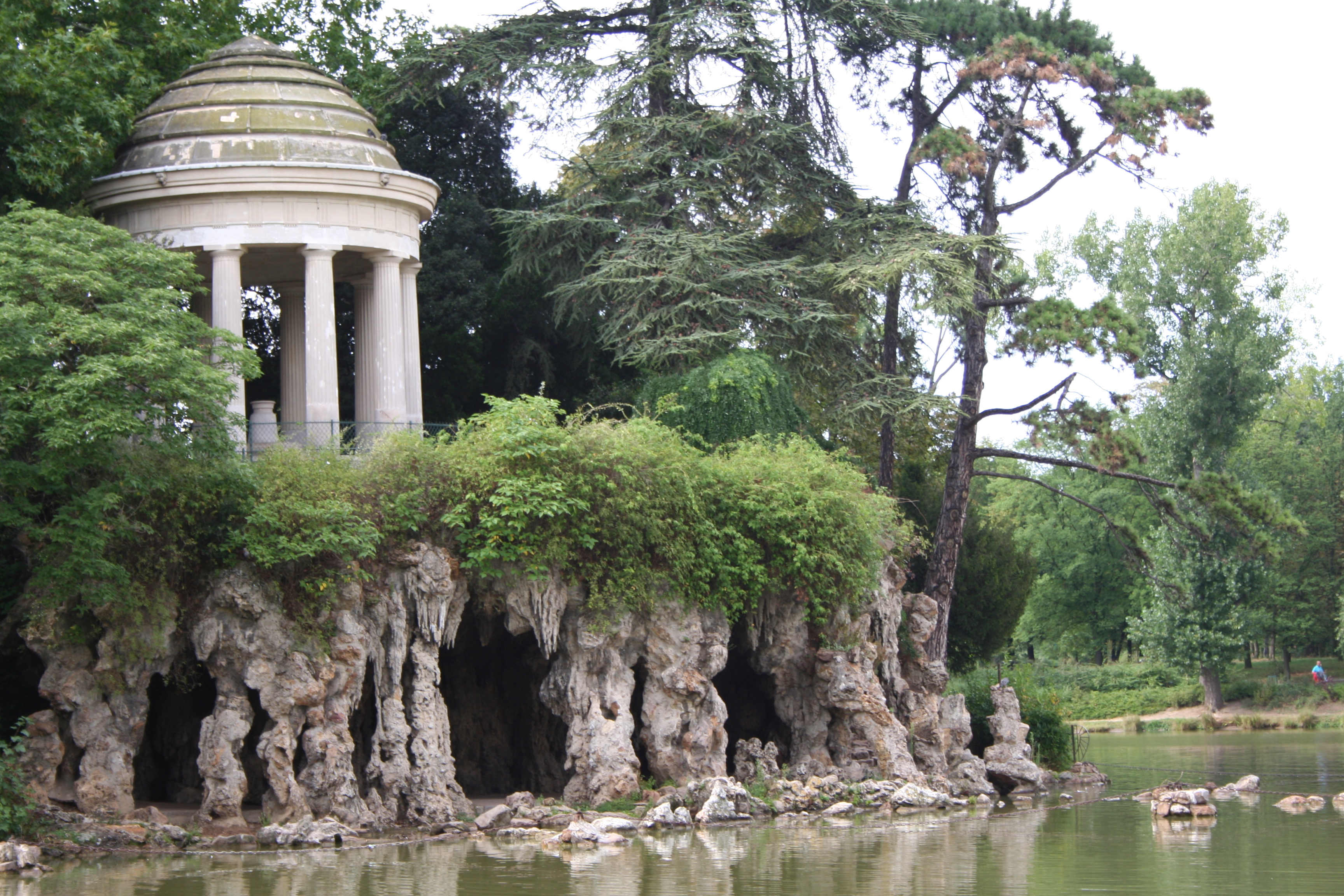
パリ（フランス）の「ヴァンセンヌの森」にあるグロリエッテ。人工の湖「ドムスニル湖」のルイイ島にあり、1860年の建立。
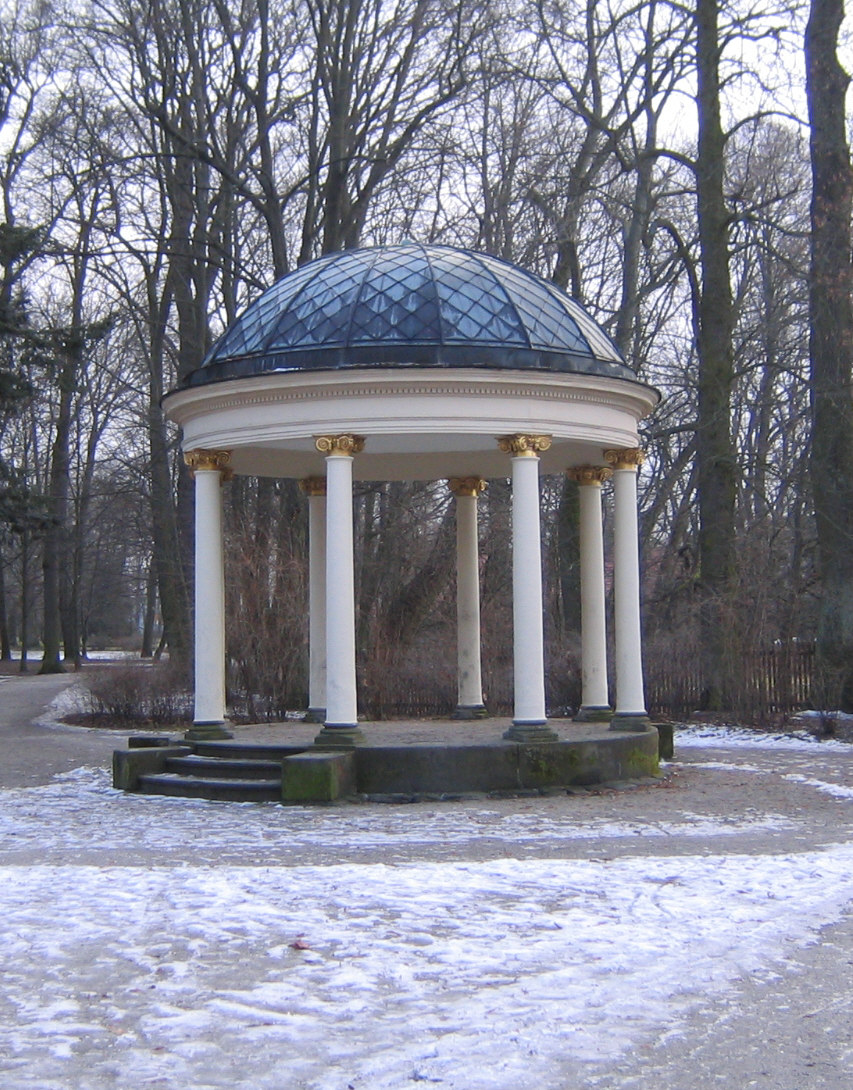
バイロイト（ドイツ）の新宮殿の庭園にある「モノプテロス」（1765年）。
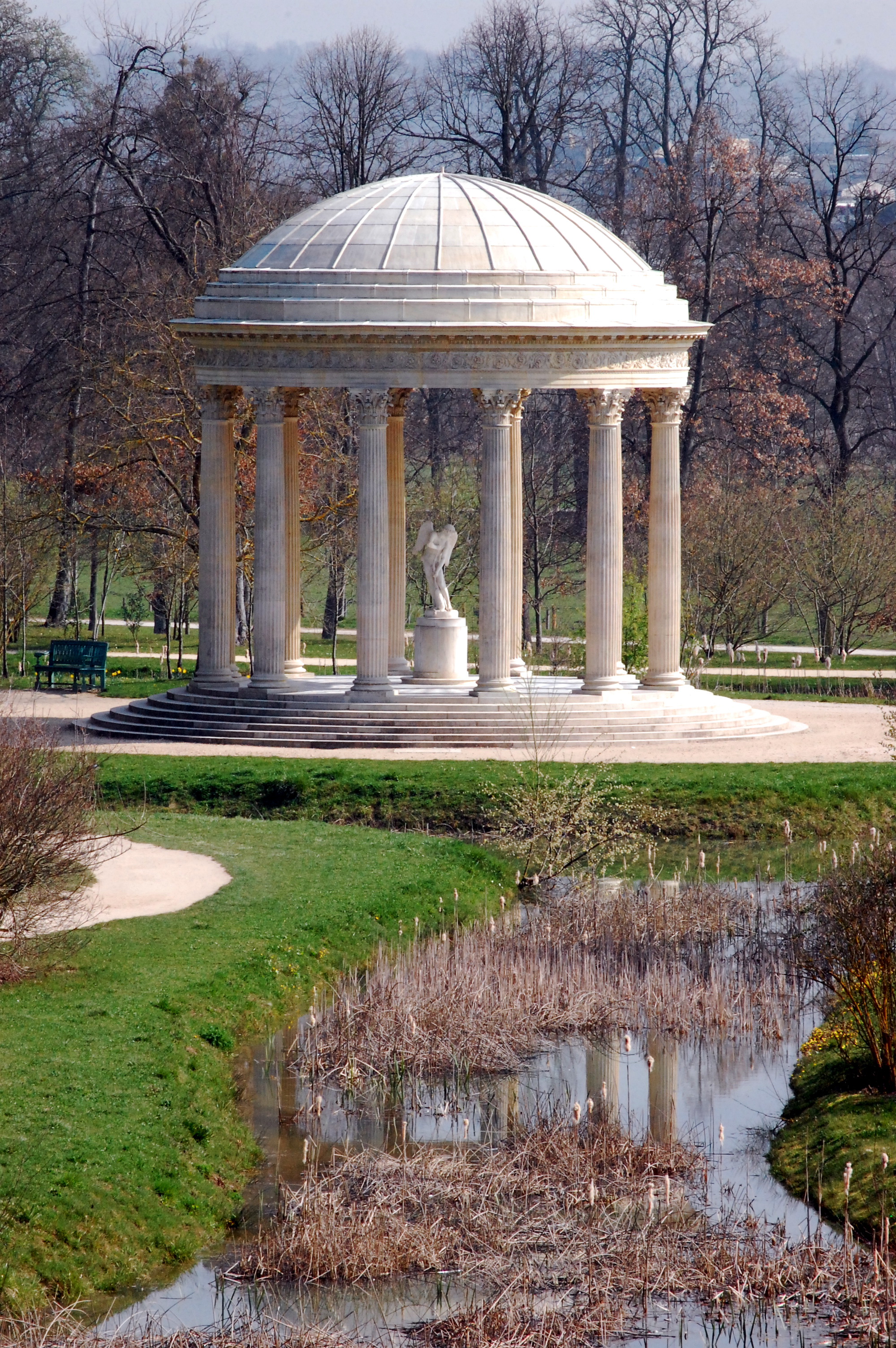
ヴェルサイユ宮殿（フランス）の庭園のプチ・トリアノン宮殿にある「愛の神殿」。
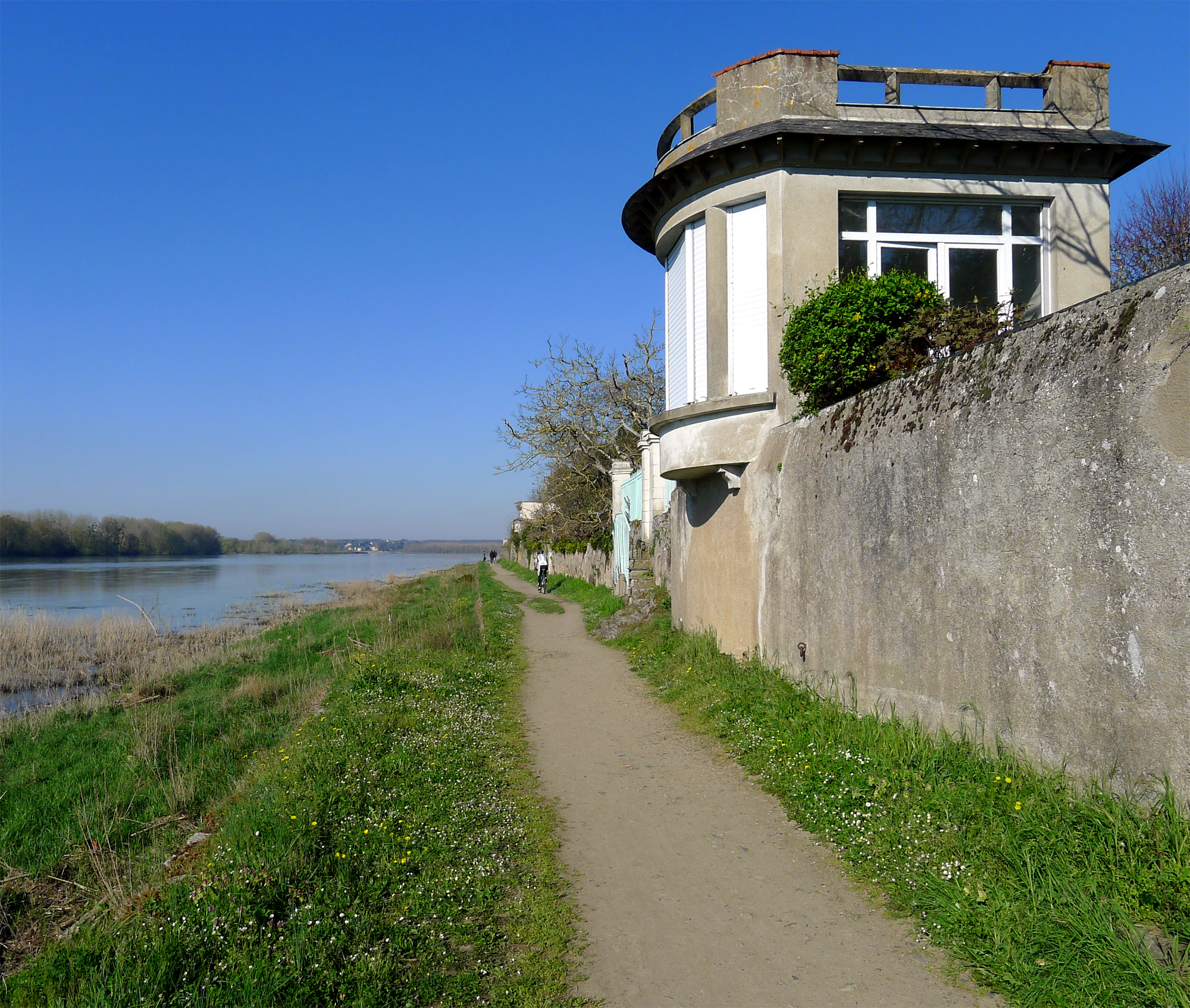
メーヌ＝エ＝ロワール県（フランス）のサン・ジェム・シュル・ロワールにあるロワール川沿いのグロリエッテ。